# Phorinia bifurcate
Phorinia bifurcate là một loài ruồi trong họ Tachinidae.